# 忍者じゃじゃ丸くん
『忍者じゃじゃ丸くん』（にんじゃじゃじゃまるくん）は、トーセが開発しジャレコより1985年11月15日に発売されたファミリーコンピュータ用横スクロールアクションゲーム。
本項では、他のシリーズ作品や移植版についても併せて記載する。

## 概要
本作は、UPLから発売された『忍者くん 魔城の冒険』（1984年）のスピンオフ作品にあたり、同作の主人公である忍者くんの弟、じゃじゃ丸くんが、妖怪軍団を束ねるなまず太夫に囚われたさくら姫を助けるために妖怪たちと戦うという内容である。手裏剣などで敵を倒していく段差式アクションゲームで、基本的なゲームシステムは『忍者くん 魔城の冒険』を踏襲しつつ、新規アクション、アイテム取得によるパワーアップ、忍法で呼び出す巨大カエル・ガマパックンによる無敵攻撃など、新要素が追加されている。全21シーン（ステージ）で構成されている。「じゃじゃ丸」の名称は、NHK教育テレビジョンの教育番組『おかあさんといっしょ』内の1コーナー「にこにこぷん」に登場するキャラクター「ふくろこうじ・じゃじゃまる」から拝借された。
累計100万本を売り上げ、ジャレコの家庭用ゲーム事業における最初のヒット作となった。
後に続編として『じゃじゃ丸の大冒険』（1986年）が発売され、以後『忍者くん』から独立したシリーズとなり様々な続編作品が発売された。

## システム
じゃじゃ丸を操り、ステージ内にいる8体の敵をすべて倒せばクリアとなる。前作『忍者くん 魔城の冒険』同様、単発の武器「手裏剣」と、ジャンプや落下による体当たりで敵を気絶させる攻撃方法となっている。
ステージは前作とは異なる横スクロール方式で、全長にわたって4階構造になっているが、敵キャラクターの小賢しい動きと親分キャラクターのしつこさは、前作『忍者くん 魔城の冒険』の流れを汲んでいる。各階層の床には色違いの天井ブロックが配置されてあり、これはジャンプによる頭突きで破壊が可能で、その中に透明薬やトロッコなどの攻撃アイテム、スコアが獲得できる小判、触れるとミスとなる爆弾が隠されていることがある。なお、前作と異なり、床はすり抜けることができず、階層の移動はブロックを破壊した穴からしか行うことができない。そのため本作では十字キーを入れずにジャンプすることで垂直ジャンプもできるようになっている。一定条件（4種類のパワーアップ・アイテムのうち3つ集めたとき、あるいはじゃじゃ丸の残りを表わす小丸くんが4人ならんだとき）を満たせば最強の忍法・ガマパックンが登場。無敵状態となり、ガマパックンに乗ってステージ内の敵すべてを金縛りにして食べてしまうことができる。また、8発以内の手裏剣でステージをクリアすると、10,000点のボーナスが入る。ゲームスタート時じゃじゃ丸は3人いて、得点が20,000点と50,000点で、それぞれ1人追加される。
画面上部にいるさくら姫が落とす桜の花びらを3枚集めるとボーナスステージに行ける。ここでは階層は無く、ステージ上にいるなまず太夫を制限時間内に手裏剣で倒すと、さくら姫を救出することができる。なお、ファミコン版での得点最大値は655,350点で、以降はこの点数がハイスコアとして固定される。

## アイテム
トロッコ
一定時間トロッコに乗り込み、敵を触れただけで倒せるようになる。スピードも通常の2倍にアップする。
薬ビン
瓶に入っている薬。一定時間じゃじゃ丸が透明になり無敵状態となり、妖怪も素通りしてしまう。ただし、体当たりで敵を気絶させることも出来なくなる。
手裏剣
赤い手裏剣。手裏剣の射程が伸び、画面の半分ほどの距離を飛ぶようになる。ただし、じゃじゃ丸の手裏剣は画面に1つしか出せないので、敵にかわされると次がすぐに撃てない。
赤玉
赤い玉。一定時間じゃじゃ丸の移動速度が速くなる。
小丸くん
小さな忍者の人形のようなアイテムで、じゃじゃ丸の残機が1UPする。
金コバン
金色の小判。取ると1000点の得点ボーナスが加算される。
銀コバン
銀色の小判。取ると500点の得点ボーナスが加算される。
爆弾
なまず太夫がしかけた罠アイテム。取ると爆発してミスになる。
さくらの花びら
1シーンに1回、一定時間に達すると画面上部にいるさくら姫が落とす。取ると1000点の得点ボーナスが加算され、3枚集めるとステージクリア後にボーナスステージに突入する。
タマシイ
敵を倒すと出現する霊魂。ふわふわと天井に昇っていき、取ると100から600点の得点ボーナスが加算され、ステージ終了後に取得したタマシイの数だけボーナスが加算される。

## キャラクター

### 味方キャラクター
じゃじゃ丸
主人公。前作の主人公である忍者くんの弟にあたる。グラフィックでは確認できないが、忍者くんとは違い顔にほくろがある。
以後のシリーズから忍者くんの弟という設定は無くなったとされていたが、『じゃじゃ丸の妖怪大決戦』では「兄は忍者くん」という設定が復活している。
さくら姫
なまず太夫に捕らわれの身になった姫。ゲーム中にボーナスステージに行くのに必要なアイテム「さくらの花びら」を落とす。また、ファミコン版・MSX版では7面のさくら姫の下でジャンプして「さくら姫はじき」をすると、25万7000点という大ボーナスがもらえる。

### 敵キャラクター
炎やなまず太夫を除くキャラクターを倒すと、倒した場所からタマシイが出現する。また、倒した後で落下する敵キャラクターを手裏剣で討つと、1000点の得点ボーナスが加算される。
おゆき
氷剣を撃ってくる雪女で、最初に登場する敵。
クロベエ
鎌型手裏剣を撃ってくるカラス天狗で、武器の発射間隔がおゆきより短い。ときおり、素早い動きを見せる。
カラカッサ
下駄を撃ってくる唐傘お化けで、頻繁に跳ね回りじゃじゃ丸を気絶させようとする。
ヘドボン
骨を矢継ぎ早に撃ってくる忍者の黒装束を着た骸骨お化けで、武器スピードがじゃじゃ丸の手裏剣よりも速い。
ピン坊
目玉を撃ってくる一つ目小僧で、体当たりして気絶させないと、じゃじゃ丸の手裏剣が効かず倒せない。ヘドボンと同じ早さで目玉を撃ってくる。
カクタン
四角い石を撃ってくる塗壁で、ピン坊と同じく気絶させないと手裏剣をはじき返してしまうので倒せない。
皿女
皿を頭に被った女幽霊で武器は皿。AC版とWindowsPC版でおゆきの代わりに登場する。
百目
黄緑色をした妖怪。AC版とWindowsPCでピン坊の代わりに登場する。
炎
同じ段に長時間いたり、タイマーが0になると画面の端から出現し、倒せないうえじゃじゃ丸をしつこく追いかけてくる。やり過ごしても何度でも出現する。
なまず太夫
妖怪軍団の親玉。通常ステージでは、画面上部の隠し部屋でさくら姫をつかまえているため、じゃじゃ丸は手出しできない。また、タイマーが少なくなると爆弾を落として邪魔してくる。ボーナスステージではじゃじゃ丸がいる地面に向かって火の玉を降らせてくるが、このときは手裏剣で倒すことができる。ステージを追う毎に最大4人まで人数が増える。

## 移植版
| No. | タイトル                                                             | 発売日                                      | 対応機種                          | 開発元             | 発売元                 | メディア                                   | 型式       | 備考                                           | 出典                        |
| --- | -------------------------------------------------------------------- | ------------------------------------------- | --------------------------------- | ------------------ | ---------------------- | ------------------------------------------ | ---------- | ---------------------------------------------- | --------------------------- |
| 1   | VS.忍者じゃじゃ丸くん                                                | 1985年                                      | アーケード                        | トーセ             | ジャレコ               | 業務用基板                                 | -          | 任天堂VS.システム対応                          |                             |
| 2   | 忍者じゃじゃ丸くん                                                   | 1986年                                      | MSX/2                             | ジャレコ           | ジャレコ               | ロムカセット                               | JX-11      | メモリ16kB以上必要                             | [ 6 ]                       |
| 3   | 元祖じゃじゃ丸くん                                                   | 1999年4月15日                               | ワンダースワン                    | ジャレコ           | ジャレコ               | ロムカセット                               | SWJ-JLC001 | リメイク版                                     |                             |
| 4   | 忍者じゃじゃ丸くんDX                                                 | 2003年1月                                   | 504専用 （iアプリ）               | PCCW Japan         | PCCW Japan             | ダウンロード （ジャレコiギャレッソ）       | -          |                                                | [ 7 ]                       |
| 5   | ULTRAシリーズ 忍者じゃじゃ丸くん                                     | 2003年9月19日                               | Windows                           | ビー・アール・エス | メディアカイト         | CD-ROM                                     | -          | アーケード版の移植                             | [ 8 ] [ 9 ]                 |
| 6   | ジャレココレクション vol.1                                           | 2003年10月23日                              | PlayStation                       | PCCW Japan         | PCCW Japan             | CD-ROM                                     | SLPS-03562 | ファミリーコンピュータ版の移植                 |                             |
| 7   | 遊遊 忍者じゃじゃ丸くん                                              | 2004年2月19日                               | Windows                           | ビー・アール・エス | メディアカイト         | CD-ROM                                     | MKY-019    | アーケード版の移植、廉価版                     |                             |
| 8   | じゃじゃ丸Jr.伝承記 〜ジャレコレもあり候〜                           | 2004年5月26日                               | ゲームボーイアドバンス            | ジャレコ           | ジャレコ               | ロムカセット                               | AGB-P-BNJJ | ファミリーコンピュータ版の移植                 |                             |
| 9   | 忍者じゃじゃ丸くん                                                   | 2006年12月26日 2007年9月21日 2007年10月22日 | Wii                               | ジャレコ           | ジャレコ               | ダウンロード （バーチャルコンソール）      | -          | ファミリーコンピュータ版の移植                 | [ 10 ] [ 11 ] [ 12 ] [ 12 ] |
| 10  | 忍者じゃじゃ丸くん                                                   | 2010年5月25日                               | Windows                           | ジャレコ           | ジャレコ               | ダウンロード （プロジェクトEGG）           | -          | ファミリーコンピュータ版の移植                 | [ 13 ] [ 14 ]               |
| 11  | 忍者じゃじゃ丸くん                                                   | 2012年10月31日                              | ニンテンドー3DS                   | ジャレコ           | シティコネクション     | ダウンロード （バーチャルコンソール）      | -          | ファミリーコンピュータ版の移植                 | [ 15 ] [ 16 ]               |
| 12  | 忍者じゃじゃ丸くん                                                   | 2013年6月19日                               | Wii U                             | ジャレコ           | シティコネクション     | ダウンロード （バーチャルコンソール）      | -          | ファミリーコンピュータ版の移植                 | [ 17 ] [ 18 ] [ 19 ]        |
| 13  | 8ビットコレクション ジャレコ Vol.2                                   | 2018年2月28日                               | レトロデュオ （ファミコン互換機） | ジャレコ           | JNNEX                  | ロムカセット                               | -          | ファミリーコンピュータ版の移植                 |                             |
| 14  | 忍者じゃじゃ丸 コレクション                                          | 2019年12月12日                              | Nintendo Switch                   | シティコネクション | シティコネクション     | Switch専用ゲームカード ダウンロード        | -          | 収録ソフトの1つ ファミリーコンピュータ版の移植 | [ 20 ] [ 21 ]               |
| 15  | ファミリーコンピュータ Nintendo Switch Online                        | 2021年5月26日                               | Nintendo Switch                   | 任天堂             | 任天堂                 | ダウンロード                               | -          | ファミリーコンピュータ版の移植                 | [ 22 ] [ 23 ] [ 24 ]        |
| 16  | JaJaMaru Legendary Ninja Collection                                  | 2022年8月21日                               | Nintendo Switch PlayStation 4     | シティコネクション | Strictly Limited Games | Switch専用ゲームカード BD-ROM              | -          | 収録ソフトの1つ NES版の移植                    | [ 25 ]                      |
| 17  | Ninja JaJaMaru Retro Collection                                      | 2023年2月21日                               | Nintendo Switch PlayStation 4     | シティコネクション | ININ Games             | ダウンロード                               | -          | 収録ソフトの1つ NES版の移植                    |                             |
| 18  | Ninja JaJaMaru The Great Yokai Battle +Hell                          | 2023年2月21日                               | Nintendo Switch PlayStation 4     | シティコネクション | ININ Games             | Switch専用ゲームカード BD-ROM ダウンロード | -          | 収録ソフトの1つ NES版の移植                    | [ 26 ]                      |
| 19  | ファミリーコンピュータ Nintendo Switch Online （百鬼夜行バージョン） | 2023年10月31日                              | Nintendo Switch                   | 任天堂             | 任天堂                 | ダウンロード                               | -          | FCスペシャル版                                 | [ 27 ]                      |

Windows版
- 任天堂VS.システム版の移植。そのためパッケージには「名作アーケード完全復活!」とある。難易度が若干下がり、おゆきが「皿女」に変更になり（グラフィックが異なる）、7面のボーナスが無いなど、ファミコン版との細かな相違点がある。2004年には価格改訂版も発売。

ジャレココレクション vol.1
- 本作のほかに『シティコネクション』（1985年）、『フィールドコンバット』（1985年）、『妖精物語ロッド・ランド』（1992年）、『エクセリオン』（1985年）、『フォーメーションZ』（1985年）、『アーガス』（1986年）のファミコン版7作品の移植を収録したPlayStation用ソフト[28]。

じゃじゃ丸Jr.伝承記〜ジャレコレもあり候〜
- ゲームボーイアドバンス用の新作「じゃじゃ丸Jr.伝承記」とファミコン版5作品（『忍者じゃじゃ丸くん』、『シティコネクション』、『じゃじゃ丸の大冒険』、『フォーメーションZ』、『エクセリオン』）の移植を収録。2005年には価格改訂版も発売。

## 音楽
サウンドトラック
- 『ファミコン 20TH アニバーサリー オリジナル・サウンド・トラックス VOL.2』
2004年3月24日、サイトロン・デジタルコンテンツより発売されたCDアルバム内の一作品として収録されている。

- 『Rom Cassette Disc In JALECO Remix』
2011年4月27日、クラリスディスクより発売されたCDアルバム内に収録[29]。かつてジャレコが発売したファミコンタイトルのサウンドに、アレンジを施しオリジナルの歌詞をつけたヴォーカルなどリミックス版として製作[29]。

## シリーズ作品
※発売企業が記載されていない場合は全てジャレコ発売。
- じゃじゃ丸の大冒険（1986年、ファミリーコンピュータ）
- じゃじゃ丸忍法帳（1989年、ファミリーコンピュータ）
- じゃじゃ丸撃魔伝 幻の金魔城（1990年、ファミリーコンピュータ）
- おいらじゃじゃ丸!〜世界大冒険〜（1990年、ゲームボーイ）
- 忍者じゃじゃ丸〜銀河大作戦〜（1991年、ファミリーコンピュータ）
- 忍者じゃじゃ丸くん 鬼斬忍法帖（1997年、セガサターン/PlayStation）
- 忍者じゃじゃ丸くん・乱舞（2003年、携帯電話用アプリゲーム）
- じゃじゃ丸Jr.伝承記〜ジャレコレもあり候〜（2004年、ゲームボーイアドバンス）
- 忍者じゃじゃ丸くん・大乱舞（2006年、携帯電話用アプリゲーム）
- 忍者じゃじゃ丸くん（2011年8月～12月、携帯電話用ソーシャルアプリゲーム、アイフリーク）
- 忍者じゃじゃ丸くん さくら姫と火竜のひみつ（2013年、ニンテンドー3DS、ハムスター）
- 忍者じゃじゃ丸 コレクション（2019年・Nintendo Switch、2021年・PlayStation 4、シティコネクション）
- 忍者じゃじゃ丸 NEO クラシック（2021年[30][31]、iOS・Android、MOBIRIX）
- じゃじゃ丸の妖怪大決戦+地獄（2022年、Steam、シティコネクション）

## 関連作品

### エレメカ
じゃじゃ丸ポップコーン
株式会社ココロの「カントリーおじさんのポンポンコーン」のバリエーションとして、全国のアミューズメント施設などへの設置されていたポップコーン自販機。じゃじゃ丸を模して型取った筐体だが、カラーは青でゲームとは異なるものだった。デモの音声で「じゃじゃ丸ポップコーンだよ！」と喋るのが特徴で、カントリーおじさんのポンポンコーンと同様の英語の音声と交互に流れていた。

### ミュージカル
『ミュージカル忍者じゃじゃ丸くん』は、レトロゲームシアター（クリエイティヴ零）の制作で2013年6月22日から30日まで新宿シアターブラッツにて上演された。脚本・演出は吉谷光太郎が担当。
再演となる『ミュージカル☆忍者じゃじゃ丸くん』は、2014年5月20日から25日までシアターグリーン BIG TREE THEATERにて上演された。脚本・演出は吉谷光太郎、演出補は桜木さやか、振付はMAMORU、音楽はtakが担当。出演者は一部のキャストを除き、ワンコンチームとツーコンチームに分かれたダブルキャストになっている。
| キャスト（初演） - じゃじゃ丸くん - 服部翼 - さくら姫 - 重本未紗（アイドルカレッジ） - ヘドボン - 寿里 - カラカッサ - 汐崎アイル - クロベエ - 渡部紘士 - カクタン - 新田健太 - ピン坊 - 風太 - おゆき - 日野ありす - かげ丸 - 山本哲平 - ちび丸 - 井田洋人 - なまず太夫 - 藤重政孝 - なまず太夫太夫 - 山科香絵 - じじ丸 - 石坂勇 - アンサンブル - 池田謙信 - 十夢 - 高島大輝 - 石田大樹 - 浦田のどか - 稲田佳純 - 中野みほ - 下村彩 | キャスト（再演・ワンコンチーム） - じゃじゃ丸 - 風太 - さくら姫 - 中村裕香里 - ちび丸 - 山田諒 - ヘドボン - 丸山直之 - かげ丸 - 阿部直生 - おゆき - 山内優花 - ピン坊 - 長谷川太郎 - カクタン - 中村祐志 - ゆき丸 - 山本晃大 - 役名不明もしくはアンサンブル - 正野大輔 - 池田謙信 - 柳兎つばさ - 桑原逸平 - 村田志織 - 中村萌 - 下村彩 - 松本あかね - 有田瑞穂 - 平岩美樹 - なまず太夫太夫 - 山科香絵 - クロベエ - 柄谷吾史 - カラカッサ - 池永英介 - じじ丸 - 山岸拓生 - なまず太夫 - 田中しげ美 | キャスト（再演・ツーコンチーム） - じゃじゃ丸 - 輝山立 - さくら姫 - 内野未来 - ちび丸 - 小玉百夏 - ヘドボン - 鵜飼主水 - かげ丸 - 伊藤友紘 - おゆき - 塩月綾香 - ピン坊 - 木田健太 - カクタン - 井上賢嗣 - ゆき丸 - 小林涼 - 役名不明もしくはアンサンブル - 佐藤優次 - 池田謙信 - HIROKI - 鈴木翼 - 増本優子 - 中村萌 - 下村彩 - 松本あかね - KeI - 安田知可 - なまず太夫太夫 - 山科香絵 - クロベエ - 柄谷吾史 - カラカッサ - 林修司 - じじ丸 - 山岸拓生 - なまず太夫 - 吉谷光太郎 |

### 劇場版
『劇場版 忍者じゃじゃ丸くん』は、2020年8月28日公開の映画。ファミリーコンピュータ用ゲーム「忍者じゃじゃ丸くん」の発売35周年を記念し制作。配給：トリプルアップ。主題歌・MOOMIN。
当初は2015年公開予定であったが、様々な難航を経て公開に至った。原作の要素を受け継ぎながらも現代を舞台にするなど映画独自の要素を多く盛り込んでいる。
版権を持つCITY CONNECTIONが監修。
- スタッフ
  - 監督・脚本・プロデューサー 柴田愛之助
  - 脚本 平谷悦郎
  - 音楽 柴田新之助
- キャスト
  - じゃじゃ丸 - 杉原勇武
  - 兄者 - 川連廣明
  - さくら - 倉持由香
  - コウメ太夫
  - 島津健太郎
  - 富田麻帆
  - クロベエ - 遊木康剛
  - 高橋良輔
  - 辻本一樹
  - 脇崎智史
  - 影丸 - 新田匡章
  - 清水一哉
  - 亜紗美
  - なまず太夫 - 虎牙光輝
  - 坂口拓